# Алама-де-Гранада
Алама-де-Гранада (ісп. Alhama de Granada) — муніципалітет в Іспанії, у складі автономної спільноти Андалусія, у провінції Гранада. Населення — 6097 осіб (2010).
Муніципалітет розташований на відстані близько 380 км на південь від Мадрида, 39 км на південний захід від Гранади.
На території муніципалітету розташовані такі населені пункти: (дані про населення за 2010 рік)
- Алама-де-Гранада: 4813 осіб
- Буенавіста: 55 осіб
- Пілас-де-Альгайда: 70 осіб
- Вентас-де-Сафаррая: 1159 осіб

## Демографія
Динаміка населення (INE ):

## Галерея зображень

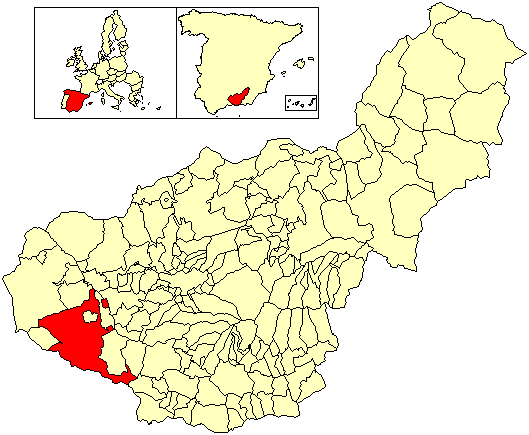
Розташування муніципалітету у провінції Гранада
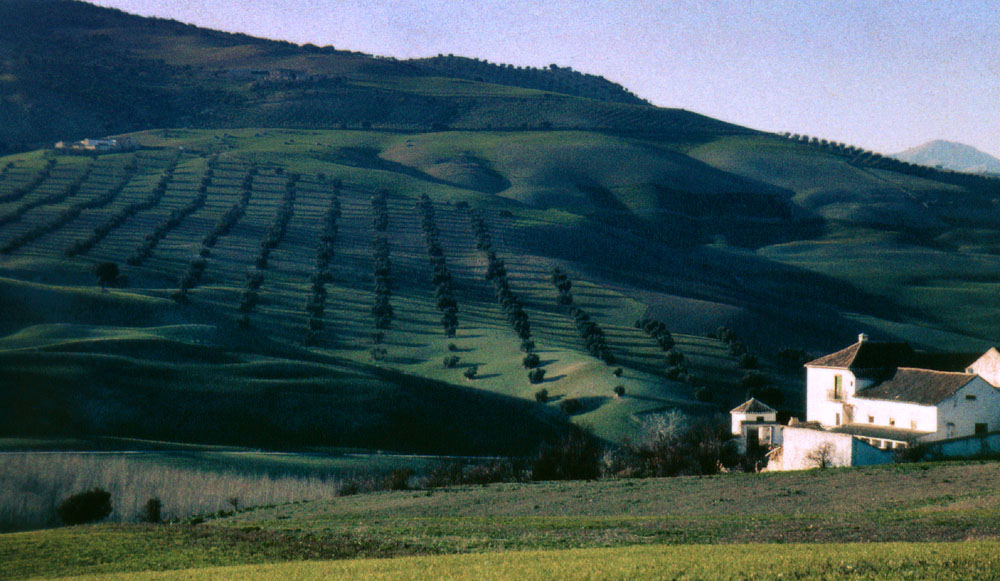
Оливкові плантації, Алама-де-Гранада
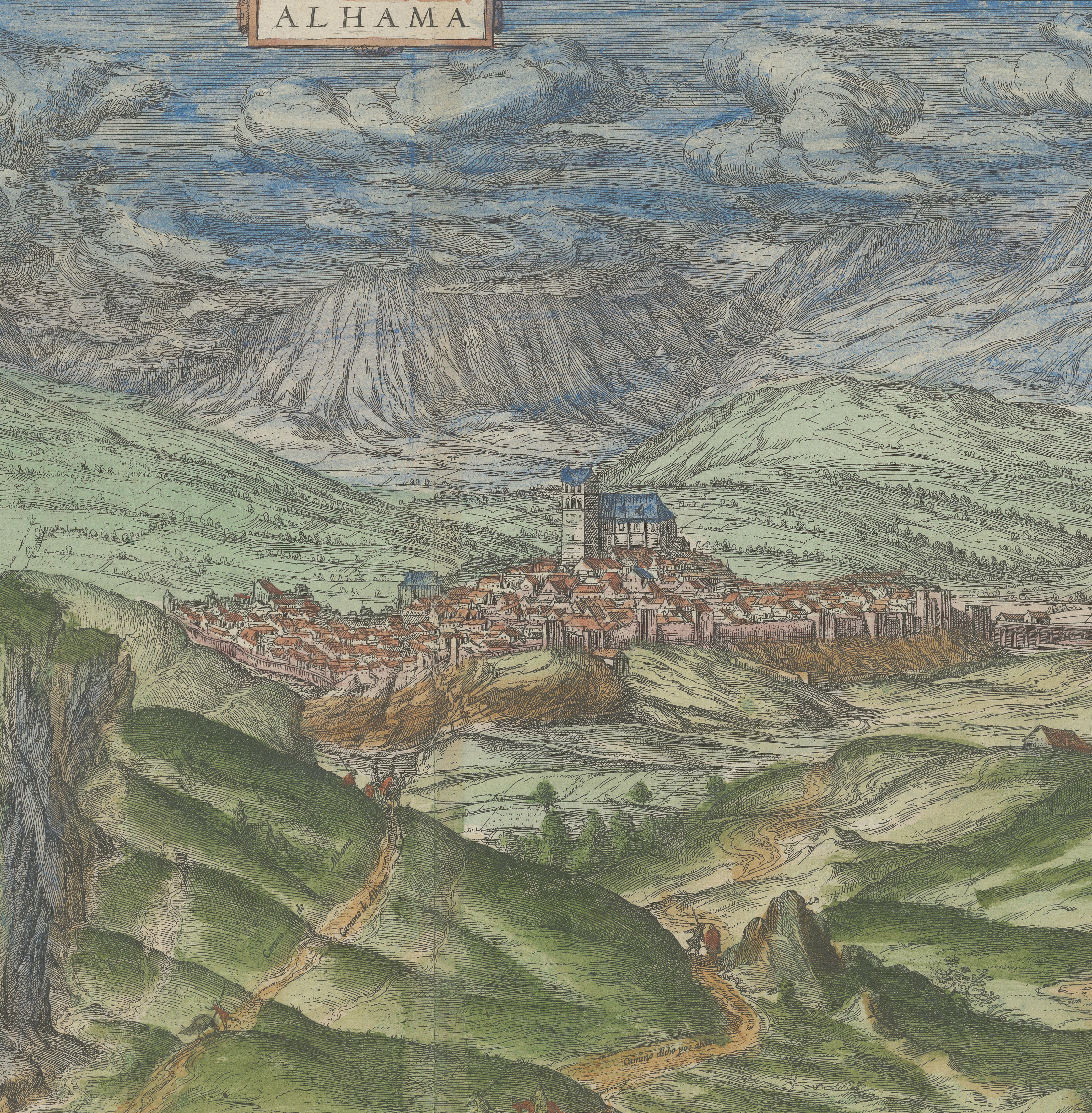
Алама-де-Гранада 1575